# Козова

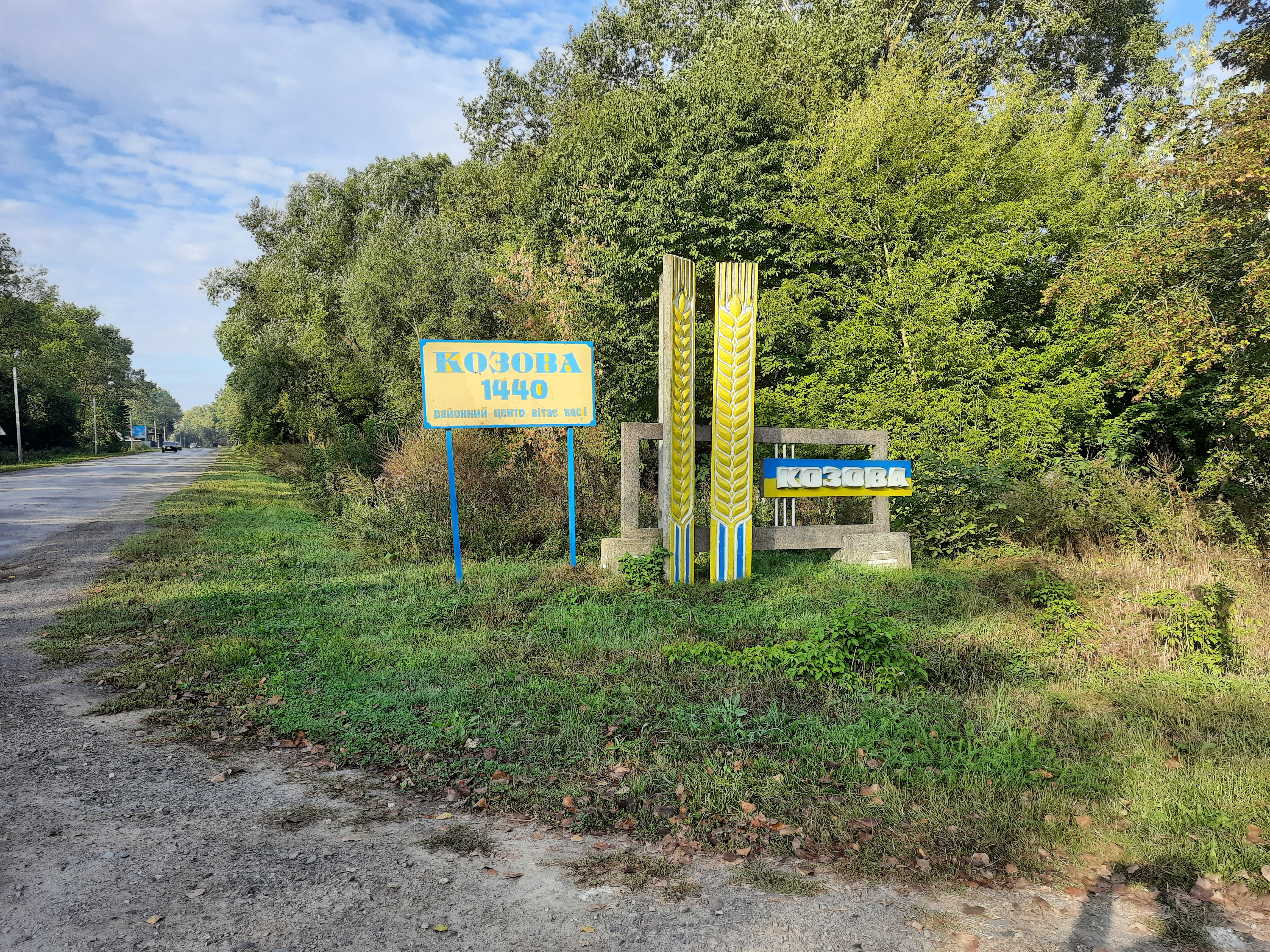
Знак при в'їзді в Козову

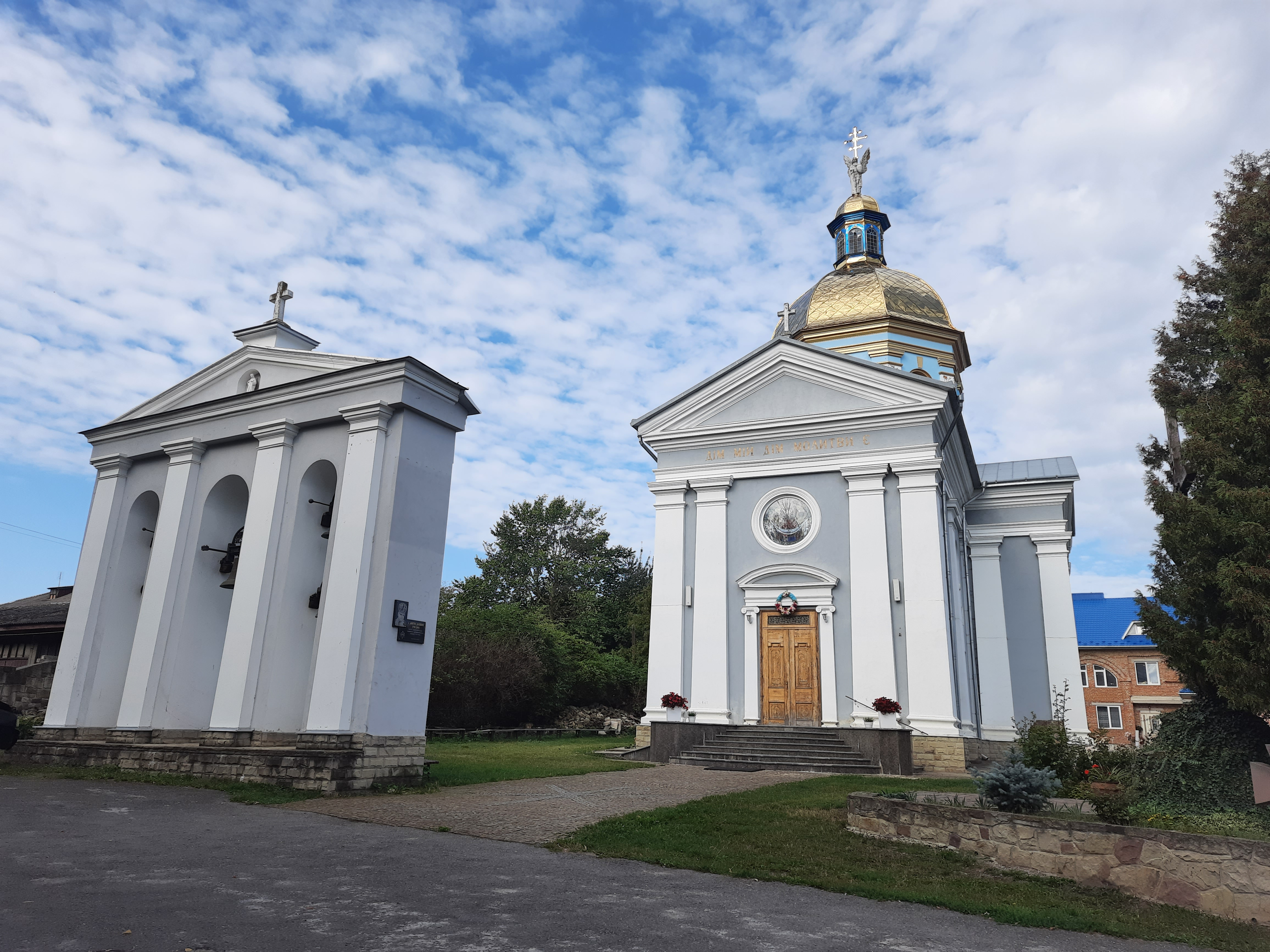
Церква Успіння Пресвятої Богородиці

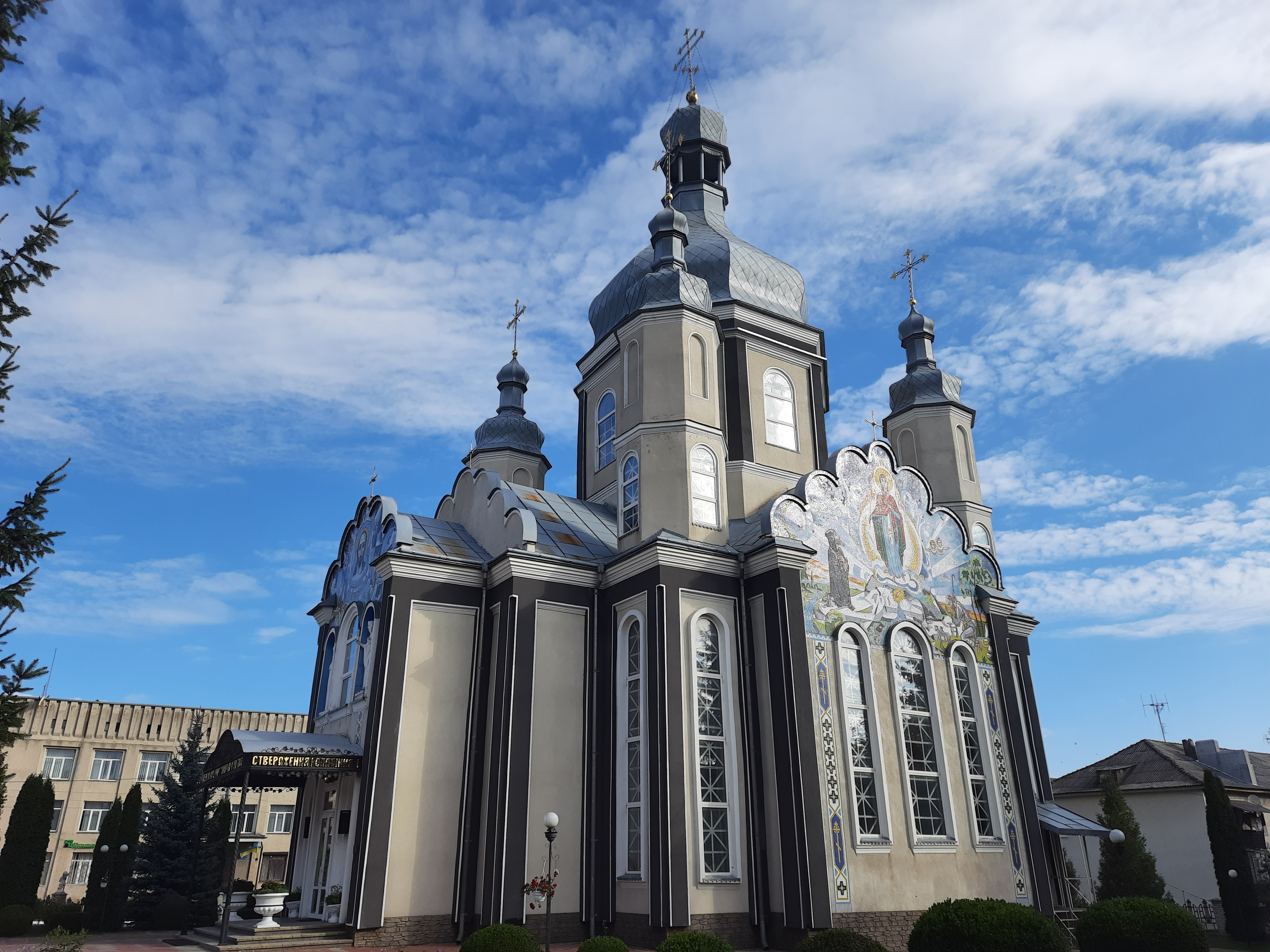
Церква Святого Василія Великого

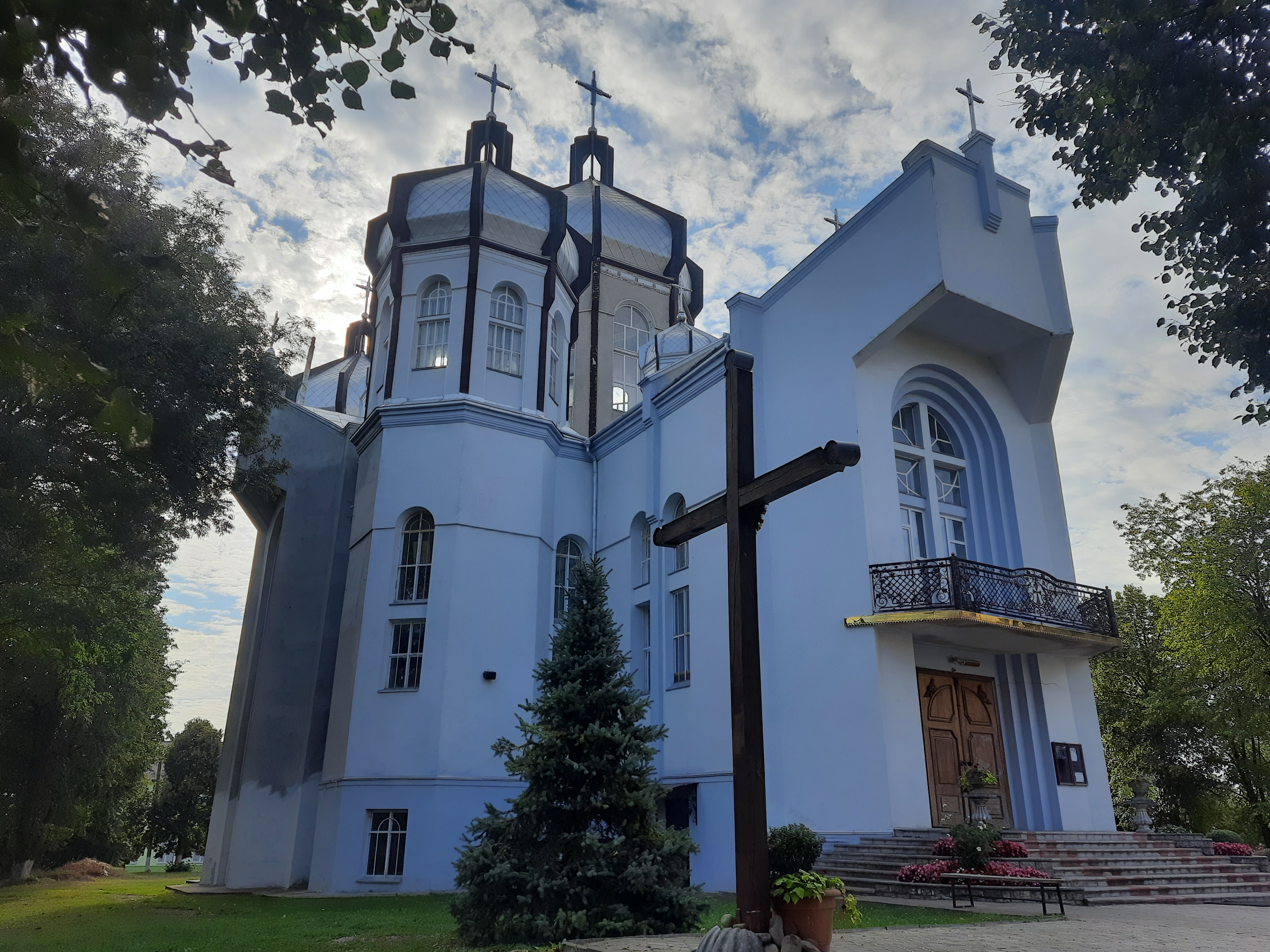
Церква Святих Апостолів Петра і Павла

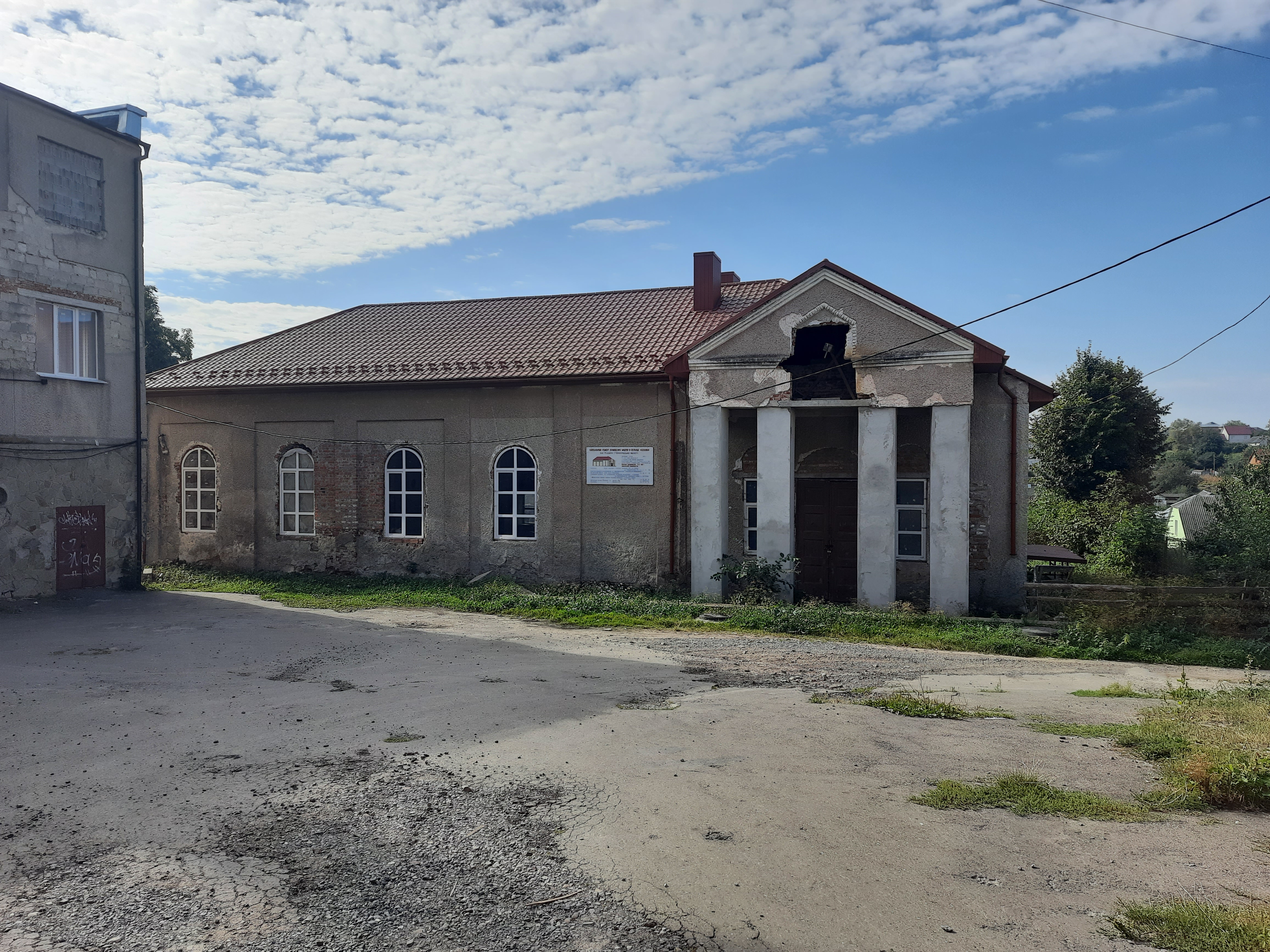
Будівля колишньої синагоги

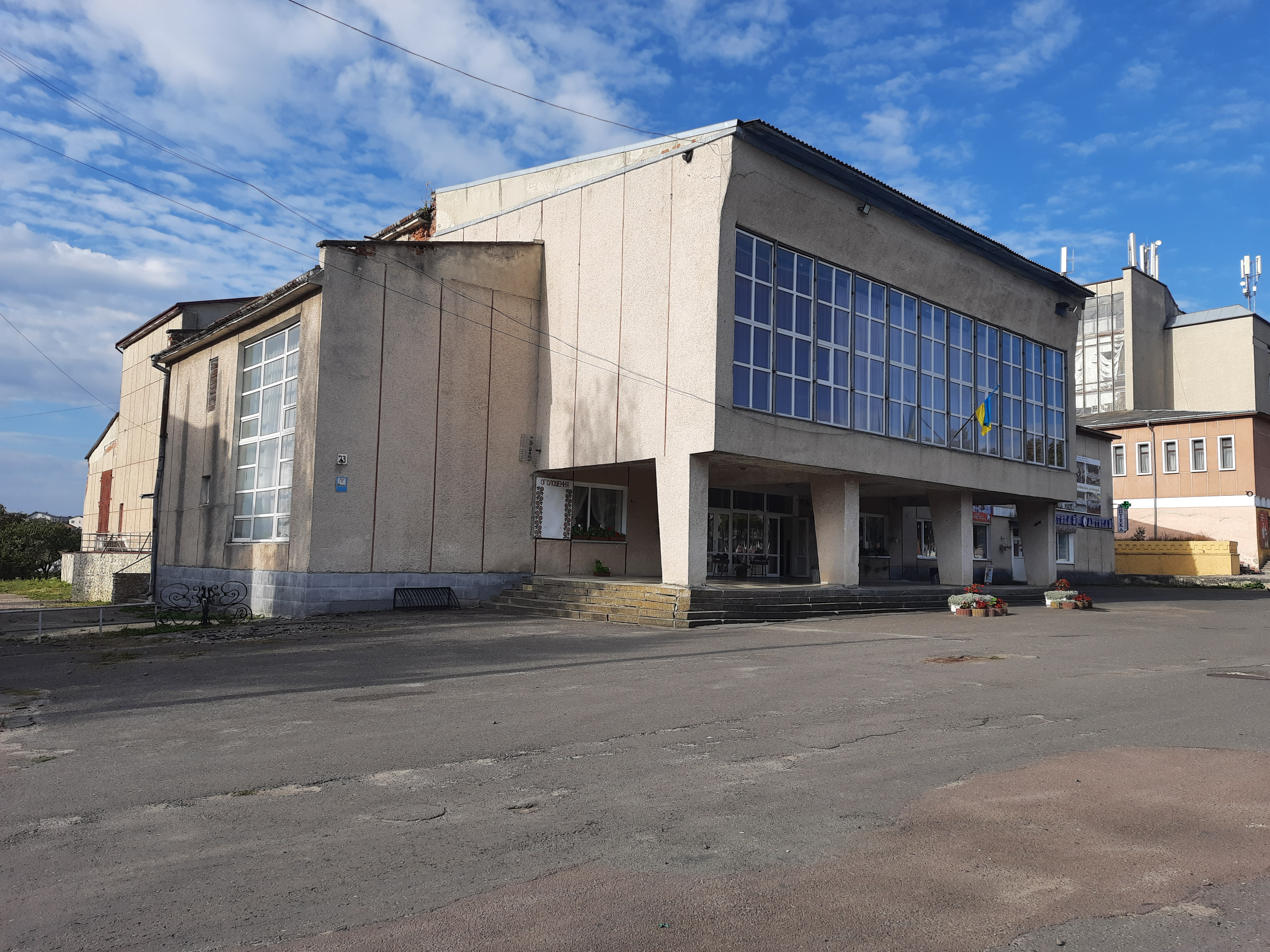
Будинок культури

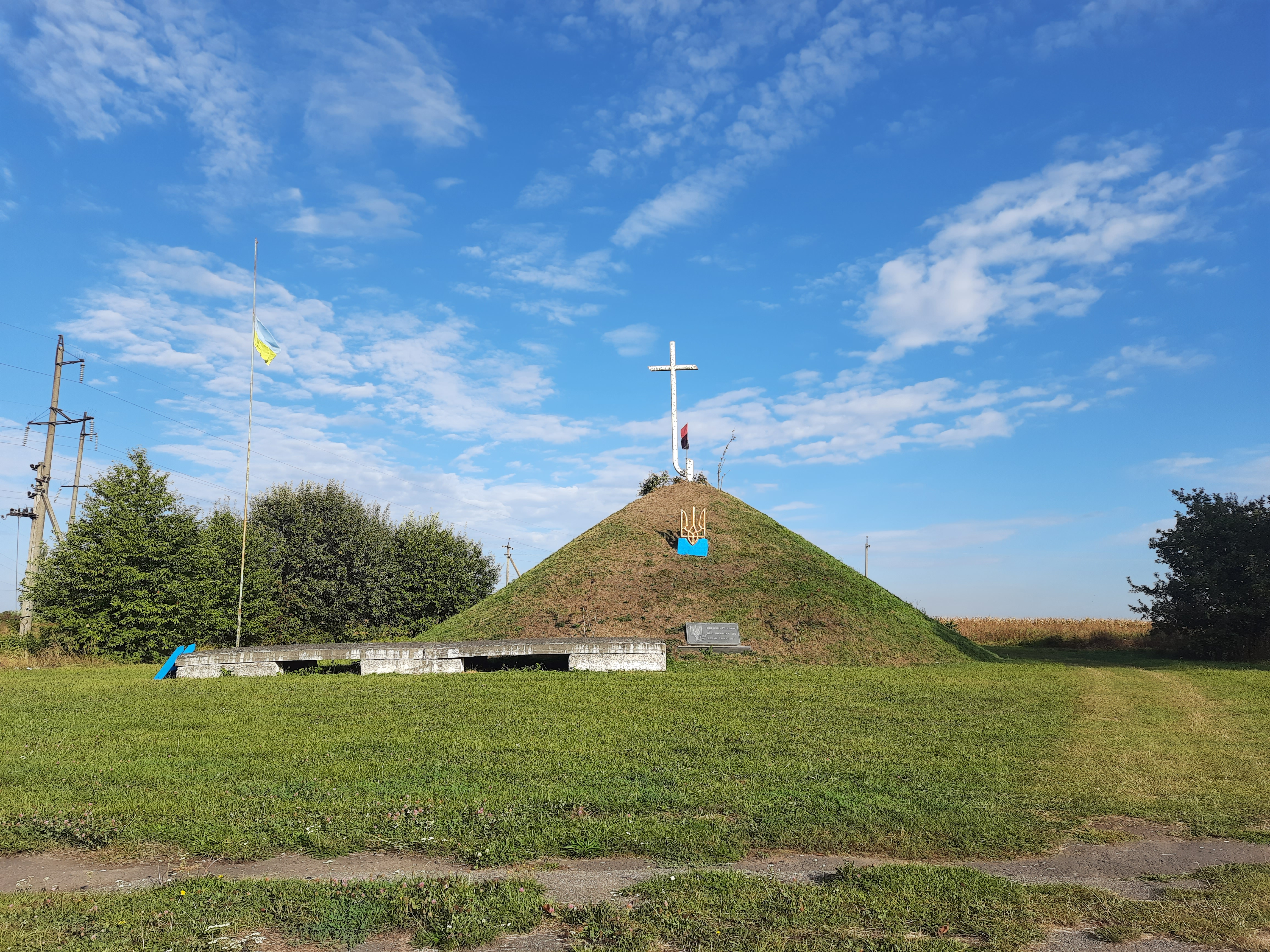
Символічна могила Борцям за волю України

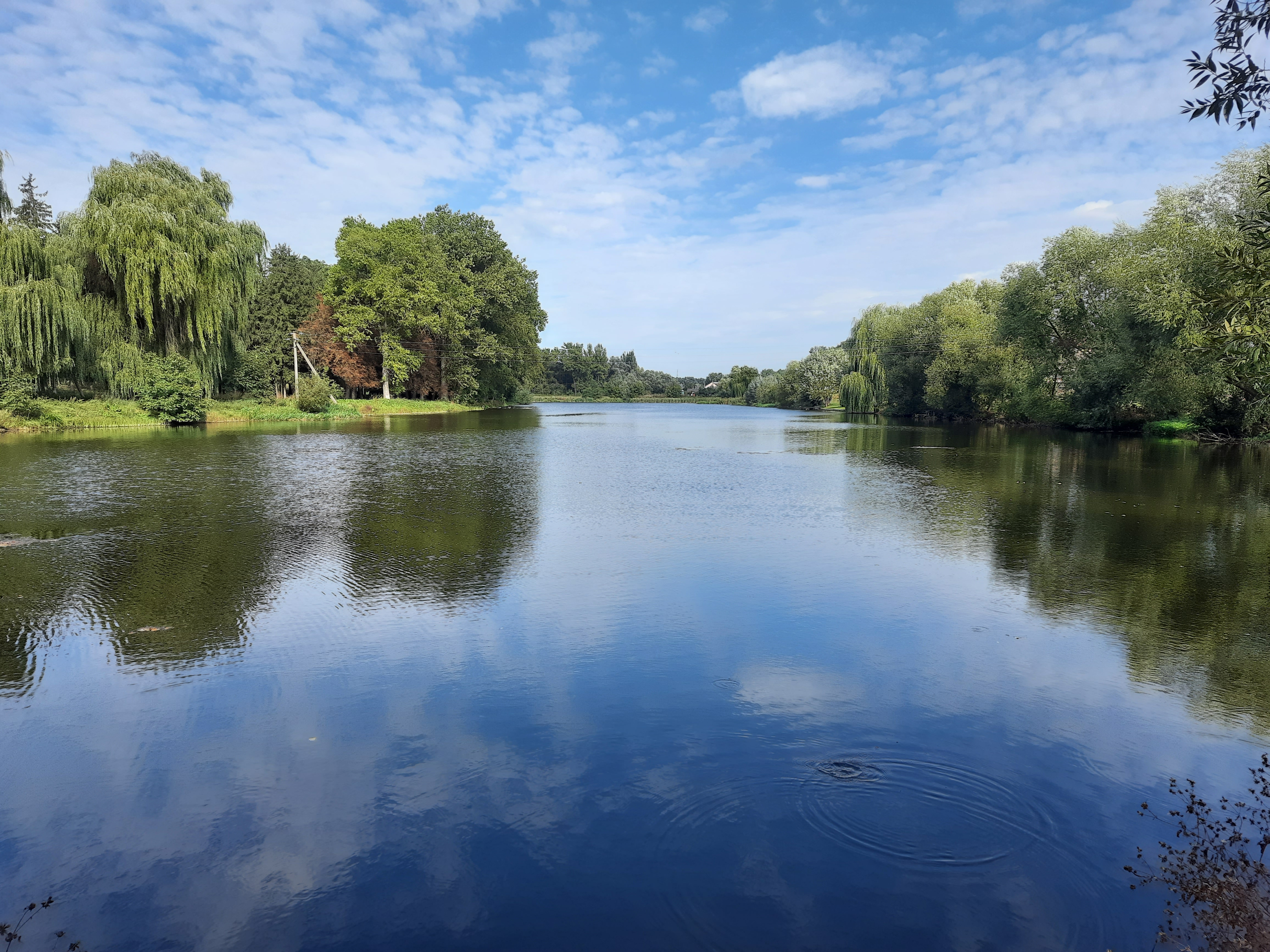
Став на річці Коропець.

Козова́́ — селище в Україні, адміністративний центр Козівської селищної громади Тернопільського району Тернопільської області. Розташоване за 34 км від Тернополя. Населення складає 8937 мешканців (станом на 2020 рік).

## Розташування
Розміщена на обох берегах річки Коропець, на хвилястій рівнині Волино-Подільської височини. Козова — залізнична станція на лінії Тернопіль — Ходорів. Автошлях М12 (збігається з автошляхом E50) Стрий — Тернопіль — Вінниця — Кропивницький — Знам'янка проходить на північ від містечка. Відстань від Козової до:

обласних центрів: Тернопіль — 34 км, Львів — 104 км, Хмельницький — 150 км, Рівне — 194 км, Чернівці — 207 км, Івано-Франківськ — 109 км.

районних центрів: Зборів — 29 км, Підгайці — 26 км, Бережани — 15 км, Теребовля — 69 км.

## Етимологія
Назва походить, ймовірно, від численних отар кіз, що випасали місцеві жителі на західній околиці поселення; нині на місці пасовища — став.
У квітні 2021 року на честь селища був названий кратер на Марсі.

## Особливості історико-географічного розвитку
Перша писемна згадка — 1440 р. як власність Богдана Скарбека гербу Абданк, сина Якуба. Перебуваючи під владою Польщі (Королівства Польського), вона входила до складу Руського воєводства.
Від 1569 року в документах зазначене як приватне містечко, що розвивалося повільно через часті напади турецько-татарських орд (1515, 1575, 1589, 1621, 1626 роки). 1605 року власник міста Миколай Вольський продав його руському воєводі Станіславу Гольському. Після нього на початку XVII століття — власність магнатів Потоцьких, які збудували замок на кошти, здобуті від експлуатації залежного населення.
У серпні 1617 року через загрозу нового нападу на Руське воєводство зібралося шляхетське ополчення. Однак, ставши в селі на постій, ці «оборонці» спустошили його не менше, ніж татари. у 1621 і 1626 роках татарські загони знов пограбували і спалили Козову. Через часті напади село зростало повільно. 1635 року в ньому налічувалося всього 38 селянських господарств. Селяни зазнавали тяжкого феодального гноблення, що дедалі посилювалося. Якщо в XV ст. серед феодальних повинностей переважали данини й чинш, то в XVI ст. основною повинністю стала панщина, яка досягла 2-4 днів на тиждень, а в першій чверті XVII ст. — вже 5-6 днів на тиждень.
Пригноблені селяни вели боротьбу проти феодального гніту. Особливої гостроти вона набула під час визвольної війни українського народу 1648—1654 рр. У 1648 році, коли через Козову проходили загони селянсько-козацького війська під проводом Богдана Хмельницького, до них приєдналося багато місцевих жителів. Разом з козаками вони громили фільварки польської шляхти. Населення Козової не бажало жити під владою шляхетської Польщі, відмовлялося коритися панові, сплачувати державні податки. Так, у 1650 році, посилаючись на великі руйнування і розорення, жителі не сплатили подимний податок.
1650 р. Козовій було надано магдебургію і право на проведення 11 щорічних ярмарків та щотижневих торгів по четвергах, що сприяло розвиткові ремесла і торгівлі. За містом було закріплено 22 лани землі.
У другій половині XVII ст. у Козовій працювали бондарі, кушніри, теслярі, шевці, ткачі. Ремісничі вироби мали збут серед місцевого населення, частково продавалися на ярмарках, де торгували переважно збіжжям і худобою. В містечку було багато незаможного населення: комірників, городників, а також т. зв. гультяїв — найбіднішого люду, позбавленого будь-якого майна.
З другої половини XVII століття у Козовій існувало самоврядування, але власники містечка Потоцькі, проводячи політику національної дискримінації українського населення, стежили, щоб посади в органах самоврядування займали тільки католики.
У 1667 р. турки і татари спалили містечко й зруйнували замок; донині збереглися підземні ходи, що з'єднували фортецю з містечком.
У 1669 р. власник Анджей Потоцький побудував дерев'яний костел (перебудований на кам'яний у 1901 році, знищений радянською владою 1977 року). У листопаді 1672 року Козову відвідав німецький мандрівник Ульріх фон Вердум, який залишив її опис.
Після проведеного 30 грудня 1770 року у Варшаві поділу спадку між синами Станіслава Потоцького його син — крайчий коронний Юзеф Потоцький — успадкував «Козівський ключ» (Галицька земля; містечко Козова, 11 фільварків та сіл).

### «Австрійський період»

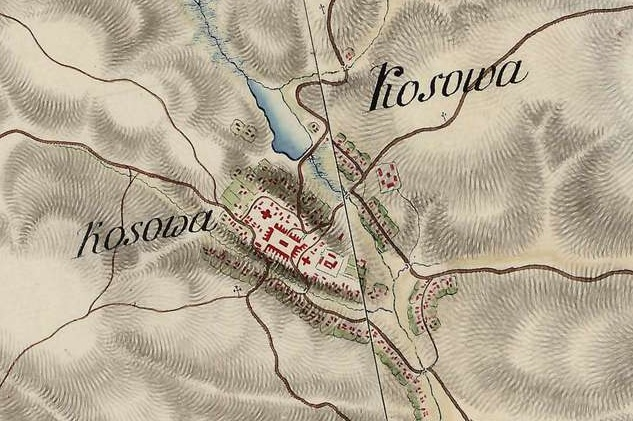
Козова на австрійській військовій мапі фон Міґа (мапа датується 1779—1783 рр.)

1772 року Козова перейшла до Австрії, зберігши статус містечка Бережанського повіту.
Це було вже досить велике містечко, у якому налічувалося 263 будники. В цього центральній частині, т. зв. Старому місті, розміщувалися ринок, ратуша, тут же мешкали урядовці, купці, заможні ремісники. До центру примикали 3 передмістя: Руське, Недбайлівка і Мазурівка. Перші два в основному заселяло українське населення, трете — поляки. В містечку проживали також вірмени, які займалися переважно торгівлею і ремеслом. У Козовій було чимало ремісників, зокрема 10 ткачів, 6 шевців. Існували ремісничі цехи — кушнірський, ковальський, гончарний, бондарський.
У складі імперії Габсбургів Козова зберегла статус містечка. До органу місцевого самоврядування входили радники, возний, скарбовий, представник губернатора її ряд інших чиновників, обраних чи призначених із заможних верств польського населення та австрійців. Права місцевого самоврядування дещо розширилися внаслідок обмеження влади феодала над містечком. Формально було обмежено і феодальні повинності селян та деяких категорій міщан, але фактично їх соціально-економічне й правове становище лишилося майже без змін.
За інвентарем 1820 року річна панщина 270 селянських господарств Козової мала становити зі своїм тяглом 13 220, піша — 5460 днів. Але в гонитві за прибутками і сам феодал і орендарі його землі — мандатори самочинно збільшували панщину, запроваджували різні додаткові відробітки. Так, у 1846 році Козівська громада скаржилася бережанському старості, що мандатор примушував їх виконувати надмірну панщину, що з денним «уроком» можуть впоратися лише 3 чоловіки, а один мас його відробляти три дні.
У скарзі зазначалося, що громада мусить виходити на роботу зі сходом сонця. Але чимало жителів мешкають далеко, і за несвоєчасний вихід на панщину їх жорстоко карають. Орендар не дозволяв селянам брати дрова з Вожиківського лісу, відібрав у них пасовище. На утиски мандатора громада Козової не раз скаржилася також окружним та крайовій владі.
Після скасування в 1848 році кріпацтва громада Козової почала вперту боротьбу з поміщицькою економією за право користуватися лісом і пасовищами. Так, у квітні 1860 року селяни зажадали від поміщика права випасати худобу на двірських ґрунтах, брати ліс на дрова та будівництво, «як це було з незапам'ятних часів». Одержавши відмову, селяни поскаржилися галицькому губернаторові, який підтримав поміщика. Громада Козової апелювала до міністерства внутрішніх справ, але там нічого не вирішили на її користь.
З 1857 по 1867 рік, коли Козова була повітовим центром, тут дещо пожвавилася торгівля. На ярмарках торгували худобою, хлібом, хмелем. Однак уже в 70—80-х роках почався спад в економічному житті. Майже не розвивалася промисловість — працювали лляно ґуральня, млин. Швидкими темпами йшов процес знеземелення селян. Якщо в 80-х роках XIX ст. їм належало 3062 морги орної землі, то 1914 року — лише 2728 моргів, хоч населення Козової за той час збільшилося з 3640 до 5152 чоловік.
Із кінця XIX ст. в Козовій починає зростати селянський рух. По своїх вічах, мітингах трудящі ухвалювали резолюції, які нерідко мали політичний характер. Так, 25 квітня 1902 року 600 селян і наймитів містечка та навколишніх сіл, зібравшись на віче, заявили, що буде краще, якщо трудящі не емігруватимуть за кордон, а включаться у боротьбу за покращання свого економічного й політичного становища. Вони вимагали запровадження загального й рівного виборчого права, відкриття українського університету у Львові, розширення мережі навчальних закладів, засудили урядову політику полонізації шкіл. Напередодні першої імперіалістичної війни в Козовій існувала всього одна трикласна школа на 240 учнів.
1857–1867 — повітовий центр. На початку XIX ст. власниками Козової та «Козівського ключа» були Мошиньські, згодом — Шеліські.
1883 році у Козовій проживало 803 греко-католики, 1510 римо-католиків та 1328 юдеїв.
Залізниця в Козовій з'явилася у 1897 році.

### Російська окупація, перша світова
Наприкінці серпня 1914 року Козову окупувала російська вояччина. Протягом 1915—1916 і першої половини 1917 року містечко кілька разів переходило з рук у руки. В липні 1917 року його знову захопили австро-німецькі війська. За роки війни в московських катівнях і на фронтах загинуло понад 200 місцевих жителів.
Під час Першої світової війна містечко частково зруйноване.

### ПеріодЗУНР
Із проголошенням у 1918 році ЗУНР комісаром містечка призначено Франца Коковського. Також міським комісаром був нотаріус Володимир Лібман.

### Польська окупація 1919—1939 років
У вересні 1920 Козову окупували польські війська.
1 квітня 1930 р. вилучена частина ґміни Козова Бережанського повіту площею 247,74 га і включена до гміни Теофіпілка того ж повіту.
Діяли товариства «Просвіта», «Січ», «Сільський господар», «Союз українок», «Пласт», «Рідна школа». В останню неділю серпня 1930 сталася пожежа на вулиці, де проживали поляки.
У міжвоєнний період містечко було адміністративним центром сільської гміни Козова, а також утворювало власну міську гміну Козова. Частина жителів залишалася неписьменною. Єдину в містечку семирічну школу в 1938/39 навчальному році відвідувало всього 230 учнів, працювало 4 вчителі.
У господарському житті Козової панував застій. Напередодні «визволення» в містечку було майже стільки ж напівкустарних підприємств, скільки й на початку 20-х років — цегельня, каменоломня, три млини, кілька невеликих кустарних майстерень, що випускали будівельні матеріали, глиняні, шкіряні і тютюнові вироби. Але й ці підприємства майже не працювали через слабкий попит на їх продукцію. 1935 року в Козовій було аж 50 безробітних, а через два роки — вже 80.
На 1 січня 1939-го в Козовій із 6500 жителів було 1450 українців, 3050 поляків, 300 польських колоністів міжвоєнного періоду і 1700 євреїв.

### Російсько-більшовицька окупація
У вересні 1939 містечко зайняла ЧА. Від січня 1940 Козова отримала статус села і райцентру, після чого селяни одержали 1100 га поміщицької і осадницької[уточнити] землі.[джерело?] Неподалік від містечка у селі Геленків було створено машино-тракторну станцію, яка допомагала селянським господарствам у проведенні сільськогосподарських робіт. Зі східних областей УРСР до Козової прибули спеціалісти — учителі, агрономи, лікарі. Було відкрито лікарню, клуб, бібліотеку, кінотеатр. У 1940/41 навчальному році середню школу з рідною мовою викладання відвідувало 630 учнів. 15 грудня 1940 року робітники Козової обрали районну й сільську Ради депутатів.

### Гітлерівська окупація
3 липня 1941 року Козову окупували німецькі війська. Ще до загарбання села в ньому з'явилися озброєні групи оунівців. У перші дні окупації був по-звірячому забитий Вільгельм Райхенберг. Гітлерівці розстріляли й замордували понад 5,8 тис. місцевих жителів, а також пригнаних до Козови з навколишніх сіл, примусово вивезли на каторжні роботи до Німеччини 778 юнаків і дівчат.[джерело?]
Від 3 липня 1941 до 20 липня 1944 — під німецько-нацистською окупацією.
21 вересня 1942 року біля 1000 євреїв було депортовано в Белзець у концтабір.
У квітні 1943 року 1000, а у червні — понад 400 євреїв було вбито німцями у Козові.

### Другі «совіти»
20 липня 1944 року частини 1-ї гвардійської армії, якою командував генерал-полковник А. А. Гречко, вибили гітлерівців із Козови. Відступаючи, вороги зруйнували промислові підприємства, 38 житлових і громадських будинків, висадили в повітря міст через річку Коропець. У бою за село загинуло 486 радянських бійців і офіцерів. Їх поховано в братській могилі. На могилі споруджено пам'ятник-меморіал.
На фронтах Другої Світової проти німецьких військ боролося понад 100 жителів Козової. За виявлену в боях мужність і відвагу 75 чоловік відзначено урядовими нагородами.
Великим підприємством Козові був завод господарських товарів, який став до ладу 1963 року. Він випускав тенісні столи, меблі тощо. Підприємству підпорядкований цегельний завод. В селищі діяв «Міжколгоспбуд». Його колектив складався з 564 чоловік. У Козовій працювали також: ремонтна будівельна дільниця, філіал Бережанського маслозаводу, цегельний завод Козлівського заводоуправління будівельних матеріалів, районне об'єднання «Сільгосптехніки». 1972 року був відкритий філіал Тернопільського головного підприємства промислово — виробничого об'єднання «Ватра», на якому основу виробничого процесу становило шліфування скляних і гальванізація (нікелювання) металевих частин світильників.[джерело?]

### Період відновлення Української державності
З 24 серпня 1991 року — в складі Держави Україна.

## Географія, природні умови
Козівський район межує на півночі із Зборівським, на півдні з Підгаєцьким, на південному сході з Теребовлянським, на заході з Бережанським, на сході з Тернопільським районами.

### Рельєф
Рельєф Тернопільської області формувався під впливом двох протилежно спрямованих сил: внутрішніх (ендогенних) і зовнішніх (екзогенних). Ендогенні сили створили основні нерівності поверхні області, так звані морфоструктури, а екзогенні, зумовлені дією поверхневих вод, вітру, рослинних і тваринних організмів та інших факторів, діючи на ці морфоструктури, урізноманітнювали їх поверхню, утворюючи форми, які називаються морфоскульптурами.
Територія Козівського району розташована в межах Подільської морфоструктури, яка у загальному плані відповідає моноклінальному схилу Українського кристалічного щита зануреного під потужну товщу осадових порід.
Територія Козови розташована на структурній лесовій рівнині, північно-східна частина якої з плоским нерозчленованим рельєфом, а західна та північно-західна з балочними ерозійними формами. На південному та південному-сході розташовані прохідні пліоценові долини. На глибині 2000-3000 метрів залягає докембрійський кристалічний фундамент. Зверху він вкритий осадовими породами. Неогенові відклади представлені середнім і верхнім міоценом. Залягають вони на розмитій поверхні більш давніх (палеогенових, крейдових, а місцями й палеозойських) порід і покриваються четвертинними осадами.
Тортонські відклади представлені морськими осадами з великою кількістю решток організмів. Фаціальний склад їх дуже мінливий. Нижній тортон складений в основному піщаними глинами, мергелями, багрянковими вапняками, кварцовими та кварцово — глауконітовими пісками та пісковиками. Верхній — гіпсами, хемогенними, багрянковими та детритовими вапняками, кварцовими, кварцовими та кварцово—глауконітовими пісками та пісковиками.
Внаслідок групування природно — територіальних комплексів морфологічного рівня кожна окрема ділянка має тільки їй властиві риси, за якими розрізняються природні райони або природні ландшафти. Козова, як і весь район, відноситься до Тернопільського природного району. Він розташований між Товтровим кряжем і Бережанським горбогір'ям. Основні види ландшафтних місцевостей такі:
- хвилясті (балочні) рівнини з переважним поширенням опідзолених чорноземів;
- місцевості міждолинних плоских рівнин, вкритих переважно мало гумусними чорноземами;
- місцевості древніх долин з лучно—чорноземними ґрунтами і глибокими сезонно глеюватими чорноземам;
- місцевості заплав, переважно лучних.

### Клімат
Загальні риси клімату Козови характеризуються річним ходом основних метеорологічних елементів (температура, опади). Середня температура місяця липня становить 18,1°С, а січня — −4,9°С. Амплітуда річних коливань температури становить 24°С, що свідчить про помірну континентальність клімату. Середні річні температури коливаються у межах 6,8 та 7,3°С в залежності від років.
У середньому за рік у селищі випадає від 648 до 655 мм опадів. У порівнянні на метеостанціях Шумляни спостерігається від 686 до 692, Кременець від 592 до 597. Цей показник залежить від таких чинників як висота та форми рельєфу. Наприклад навітряні схили, особливо західні, навіть незначних підвищень отримують більше опадів, ніж закриті долини і улоговини.
На території селища можна виділити чітко два періоди: теплий і холодний.
Теплий період характеризується температурами вище 0 °С. Він починається приблизно з десятих чисел березня і аж до двадцятих чисел листопада. Це в районі 250—260 днів. Період із більш вищими температурами (в середньому 4-6 °С) становить від 200 до 210 днів. Припинення приморозків весною у середньому наступає наприкінці квітня. Теплий період складається з весняного, літнього та осіннього.
Весна на території селища починається у другій половині березня і закінчується в останній декаді травні. У березні додатні температури з'являються досить повільно. У першій декаді квітня спостерігається перехід температури через відмітку у 5°С, а в його третій декаді — і через 10°С. Разом з тим для квітня і травня характерні повернення холоду, що супроводжується морозами та приморозками.
Літній сезон обмежується датами весняного і літнього переходу температури через 15 °С, і охоплює три календарні місяці: червень, липень і серпень. Близько 40 днів літнього сезону мають середню добову температуру повітря вище 20 °С. Абсолютний максимум в окремі роки в Козовій становив до +33 — +37 °С у червні та липні. У літній період випадає найбільша кількість опадів. Загальна їх сума за три місяці може досягати 40 — 50 % від річної норми. Опади мають переважно зливовий характер, що дуже добре простежується наприкінці червня та на початку липня. Посушливих днів спостерігається влітку дуже мало.
Холодний період. Осінь наступає в першій декаді вересня і закінчується наприкінці листопада. В осінній період нараховується приблизно 30 днів з середньою добовою температурою від +10 до +20 °С. Найбільш ранні приморозки можливі у другій половині вересня. Протягом листопада простежується помітне зниження температури повітря.
Зима у селищі коротка (103—108 днів) і м'яка. Середньомісячна температура коливається в межах: в грудні −3,6, у січні −8,2 °С. Абсолютний мінімум у січні може опускатись до позначки у — 32 — −36 °С. У середньому стійкий сніговий покрив утворюється у другій декаді грудня та лежить до середини березня, після чого повністю зникає. Максимуму висота снігового покриву досягає у січні і становить 8—12 см, в окремих ділянках до 30 см. Протягом холодного періоду в Козовій спостерігається не більше 7—13 днів з хуртовиною, що істотно впливає на висоту снігового покриву.

### Поверхневі води
Через Козову протікає річка Коропець. Загальна довжина становить 78 км, у межах селища — 6 км. Перша притока Коропця бере початок між селами Ясне та Сеньків, біля позначки висоти 395 м. Друга біля села Геленків, на південь від позначки висоти 392 м. Далі ці притоки впадають у Козівський став, де від нього тече вже сама річка. Річка протікає від північного — заходу, через центральну частину селища до південного — сходу на село Йосипівка. У центральній частині Козової річка утворює водосховище, яке поділене мостом на дві частини: перше має 400 м довжини, друге — 500 м довжини. Долина Коропця в деяких районах Козової є досить вузькою, а в інших помітно розширюється. Ширина річки від 1 до 5 м. Схили досить круті, у деяких районах прямовисні. На початку річки глибина становить 40 см, у центральній частині до 1 метра, глибина водосховищ до 2 м. Швидкість течії найбільша в центральній та південній частині. За хімічним складом води річка гідрокарбонатного типу, помірної твердості з середньою мінералізацією.
Річка Коропець має значне підземне живлення, яке на окремих ділянках підвищує температуру води в зимовий період, а влітку понижує її. Середні температури в зимові місяці порядку 0,5—1°С, у літній період — 17,0 °С. Поява льодових явищ і встановлення льодоставу, як і на інших річках з підвищеним підземним живленням, запізнюється на 10—15 днів і починається приблизно на початку грудня. Середня тривалість льодоставу два — три місяці, глибина досягає 10 — 15 см. Зникає приблизно в останній декаді лютого — на початку березня.
Найвищий рівень води в річці спостерігається у березні-квітні, коли тане сніг, а також у першій половині літа, коли часто випадають дощі. Підйоми води в річці невеликі і в середньому не перевищують 0,3—0,5 м. Найнижчий — у серпні-вересні і у грудні-лютому, коли випадає незначна кількість опадів. Середній стік річки складається з витрати води — 0, 84 м³/с та модуля — 3,7 л/с на км². Витрати води літніх дощових паводків на річці Коропець становить від 29,6 м³/с.
Водосховище на річці Коропець відноситься до руслового типу. Його почали наповнювати в 1960 році. Повний об'єм водосховища 1,44 млн км³, корисний — також 1,44 млн км³. Площа водного дзеркала становить 45 га, довжина — 2,2 км. Максимальна глибина 8 м, а середня — 2,6 м. Середній багаторічний стік — 12,8 млн м³. Замуленість 36 % на водосховищі, вона спровокована високою розораністю його басейну.

### Органічний світ та ґрунтовий покрив
Особливості географічного районування області у поєднанні з оригінальними фізико-географічними умовами зумовили особливості місця регіону в системі геоботанічного районування Європи. За офіційно прийнятими сьогодні геоботанічним районуванням України територія Козової має таке положення:

Область — Європейська широколистянолісова. Провінція — Східноєвропейська. Підпровінція — Західноукраїнська. Округ — Тернопільський (Західноподільський). Район — Тернопільський.
Степова рослинність у природному вигляді на території Козової не збереглася. Під впливом діяльності людини майже всі степи розорані. Нерозорані ділянки ж зазнали техногенних змін. Лиш де-не-де темніють окремими острівками ліси, і рідко можна зустріти справжній степ.
Степове різнотрав'я представлене барвінком, тонконогом, пирієм, чебрецем, кропивою, конюшиною, молочаєм, ромашкою польовою, подорожниками, полином, волошкою, маками польовими, очеретом, комишем, барвінком, первоцвітом, пролісками, незабудками, нечуйвітром, вовчими ягодами, воронячим оком.
Серед дерев наявні: липа, береза, тополя, клен, бук, дуб, граб, осика, ялина, ялиця, явір, модрина, сосна, лісовий горіх, каштан, верба козяча, верба плакуча, яблуні, груші, вишні, черешні, обліпиха, горобина; серед кущів — шипшина, терен, глід, калина.
Згідно із зоогеографічним поділом (Щербак, 1988), територія Козової знаходиться у межах Борельної Європейсько-Сибірської під області Європейсько-Західносибірської провінції Східноєвропейського округу, району мішаного лісу і лісостепу та, переважно належить до ділянки Східноєвропейського листяного лісу й лісостепу, Дністровсько-Дніпровської дільниці.
Тварини Козови є надзвичайно різноманітними за зовнішнім виглядом, внутрішньою будовою, способом життя, особливостями пристосування до навколишнього середовища. Тому виділяють ссавців, птахів, плазунів, комах. Найчисельнішими представниками тваринного світу є комахи. Насправді вони дуже маленькі і ми їх рідко помічаємо, проте це не означає, що їх немає. Вони представлені мурахами, комарами, колорадськими жуками, стрибунцями, осами, бджолами, джмелями, метеликами, гусеницями, косариками, шершнями, бабками. Серед плазунів поширені — гадюка звичайна, вужі, ящірки; серед земноводних — зелені жаби, ропухи, кумки, часничниця звичайна, тритони. Серед членистоногих — павуки, мокриці, стоніжки, сороканіжки скорпени. Ссавці представлені таким як заєць сірий, лисиця звичайна, кабани, козулі, дикі кози, ондатри, видра, куниці, кроти, тхори, горностаї, ласка, білки, польові миші, соні, бурозубки, їжак, серед птахів — горобці, ластівки, яструби, дятли, круки, синиці, сороки, солов'ї, вільшанка, мухоловки, плиски, снігурі, чиж, зяблик, шпаки, крук, лелека білий, сорокопуди, дрозди, корольки, сови, куріпки, перепілки, соколи та інші.
Розташування у Козовій ставка і річки веде за собою різноманіття риб і рослин у водоймах і біля них. Найчисленніші, хоч і не помітні рослини у водоймах — водорості. Вони вкривають всю прибережну ділянку ставка, деякі з них досить густі. У деяких місцях ставка і річки спостерігається цвітіння водоростей, де утворюється густа зелена паста. У верхів'ї річки, де швидкість води невелика утворюється ряска. Це квіткова рослина, яку поїдають водоплаваючі птахи. Значне поширення мають також комиш озерний, пухирник звичайний, стрілолист звичайний, рдесник пронизанолистий, частуха подорожникова, калюжиця. У північній частині ставка значне поширення має очерет, а у східній — верба плакуча.
Тварини водойм представлені не меншим різноманіттям. Серед риб поширені короп, карась, лящ, щука, судак, плітка, йорж, піскарі, окунь, товстолобик. Серед дрібніших тварин — раки, гіллястовусі рачки або водяні блохи, циклопи, жабурниця, ставковики, котушки, лужанки, жаби, ропухи. Серед птахів — крижень, лебеді, лиска, норці, кулики, сіра чапля, мартин звичайний, бугай, очеретянка чагарникова.
Серед тварин, які поширені в Козовій, до Червоної книги України занесені такі тварини: соня садова, тхір степовий, шуліка рудий, сичик-горобець, горностай, видра річкова, жаба прудка, бабка, кошеніль польська, бражник мертва голова, хоботник джмелевидний, стягівка малинова, стягівка голуба, махаон, мнемозина, пістряка лето, переливниця велика.
Ґрунтовий покрив Козови формувався протягом верхнього плейстоцену та голоцену внаслідок взаємодії речовинних компонентів, які складають ландшафтну оболонку планети. Процес ґрунтоутворення можна сформувати так: ґрунти утворені під дією живих організмів (рослин, тварин, мікроорганізмів) на материкову породу у різних умовах клімату та рельєфу.
Для переважної більшості ґрунтів на території селища материковою породою є леси і лесовидні суглинки, які містять до 12—14 % карбонатів кальцію. Загалом ґрунти є середньо суглинистими із помірним вмістом крупного та середнього пилу, мулу, що сприяє покращенню водно—повітряних властивостей ґрунтів, збільшення їх вбирної здатності та гумусованості.
У долині річки Коропець формуються гігроморфні ґрунти. Важливу роль при їх утворенні відіграє надмірне зволоження, зумовлене високим рівнем ґрунтових вод або підтопленням річкою. До гідроморфних ґрунтів, як правило, належать чорноземно-лучні, лучні, лучно-болотні, болотні та торфові відміни.
На території Козової наявні два типи ґрунтів:

1. Чорноземи опідзолені і чорноземи опідзолені оглеєні-займають північно-західну, північну та північно-східну частину. Чорноземи опідзолені поєднують собі ознаки чорноземних і сірих опідзолених ґрунтів. Ознаки перших полягають у добрій і глибокій (до 80—90 см) гумусованості профілю, других — у слабкому перерозподілі по профілю мулистих часточок. Ці ґрунти сформовані, здебільшого, на лесах, які рідко підстилаються пісками, глинами, крейдо-мергелями. Для них характерні такі форми видимих карбонатів як прожилки, дутики, журавлики. Чорноземи опідзолені добре агреговані, особливо мікроагреговані. Кількість агрономічно-цінних агрегатів становить 52—72 %, а тому щільність їх невисока, вони пористі і мають добрі водні властивості. Вони містять близько 4 % гумусу, який поступово зменшується з глибиною до 0,5 % в межах 100—110 см.
2. Темно-сірі опідзолені — займають західну, центральну, східну і південну частину. Їхній профіль чітко диференційований за підзоленим типом. У ньому виділяють такі генетичні горизонти: гумусовий слабо елювіальний зернисто-грудкуватої слабо плитчастої структури зі слабо помітною присипкою SiO². Під ним залягає гумусово-іллювіальний горизонт темно-сірий, щільний, горохуватий, грані структурних окремостей припудрені SiO². За гранулометричним складом ці ґрунти середньо суглинкові з чітким перерозподілом по профілю глинистої фракції. В них ґрунтах міститься близько 3 % гумусу, а його запаси в гумусованому шарі коливаються від 160 до 220 т/га.
Темно-сірі опідзолені ґрунти сприятливі для всіх сільськогосподарських культур і плодово-ягідних насаджень, які районовані в лісостеповій зоні. Родючість їх вища ніж сірих та ясно-сірих лісових і наближається до родючості чорноземних ґрунтів, але для їх підтримання теж необхідне внесення органічних та мінеральних добрив і, у меншій мірі, вапнування.

## Населення

### Мова
За даними перепису населення 2001 року мовний склад населення селища був таким:
| Мова            | Кількість | Відсоток |
| --------------- | --------- | -------- |
| українська      | 9188      | 99.31%   |
| російська       | 58        | 0.64%    |
| білоруська      | 2         | 0.02%    |
| польська        | 1         | 0.01%    |
| інші/не вказали | 3         | 0.02%    |
| Усього          | 9252      | 100%     |

## Пам'ятки

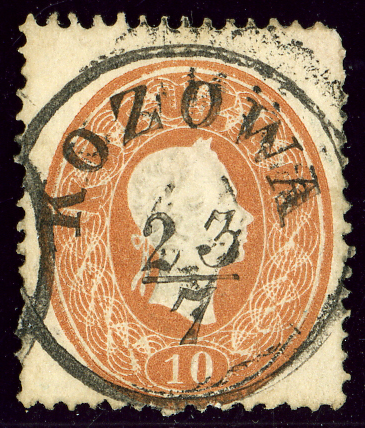
Австрійська марка погашена близько 1861 року

Є церкви Успіння Пресвятої Богородиці (1885, цегляна; розписував Теофіл Копистинський), св. Володимира Великого (1994, цег.), церква святого Василія Великого (2001), храм святих апостолів Петра і Павла (2007, архітектор — Михайло Нетриб'як), Храм святих Володимира і Ольги. Споруджено пам'ятники на братській могилі воїнів РА (1973, скульптор І. Козлик), Тарасу Шевченку (1993, скульптор І. Сонсядло), стели на честь героїв Небесної сотні й війни на сході України, та на честь 2000-ліття Різдва Христового, монумент на території лікарні «Христос оздоровляє сліпородженого», насипана символічна могила воякам УПА (1990), встановлена меморіальна таблиця замордованим у катівнях землякам (2001, на приміщенні колишньої тюрми; нині друкарні й редакція районної газети).
Синагогу після війни переробили на кінотеатр, зараз планується у ній створення краєзнавчого музею.
У містечку є дендропарк «Лісова Пісня» (1961, площа 3 га, понад 300 різновидів дерев і кущів), 2 ставки.
Пам'ятник Т. Шевченку
Щойновиявлена пам'ятка монументального мистецтва. Розташований на вулиці Грушевського, в центрі.
Встановлений 1992 р. Скульптор — І. Сонсядло.
Скульптура — карбована мідь, постамент — граніт.
Скульптура — 4,3 м, постамент — 4,85 х 4 х 1 м.
Скульптура Матері Божої Непорочного Зачаття
Щойновиявлена пам'ятка монументального мистецтва. Розташована на роздоріжжя вулиць Шевченка і Грушевського.
Робота самодіяльних майстрів, виготовлена із каменю (встановлена XIX ст.).
Скульптура — 1,05 м, постамент — 1,25 х 0,6 х 0,6 м (ниж.) та 0,6 х 0,4 х 0,4 м (верх.), цоколь — 0,3 х 0,8 х 1,5,площа — 0,0004 га.

### Замок
Козівський замок побудував Потоцький на початку XVI ст. Він містився між Коропцем та його притокою, на пагорбі. Півтора століття обороняв замок Козову від постійних нападів турків та татар, але все ж був зруйнований в 1667 під час їх нападу на містечко, які спалили його, як і замок, який вже не відбудовувався. Наступні власники Козової Мошинські збудували новий замок на іншому місці, який в часи Австро-Угорщини переробили на будинок суду, у радянські часи там була катівня, пізніше друкарня. Зараз там приміщення редакції газети «Вільне слово». Козова вся була перерита підземними ходами, кажуть, що існував навіть тунель із Козової на захід. Тепер це все завалено, але дещо можна побачити, тільки треба знати, де саме.

### Костел
Перший дерев'яний костел був побудований в 1669 р., був фундований магнатом Андрієм Потоцьким. У 1899 році римо-католицька громада розібрала старий аварійний костел, та почала зводити новий витриманий у готично-романському стилі. Простояв він доки червона влада не прийшла до Козової. Поступово переробили його під клуб, потім склад. Оточений він був муром. В 1979 р. був наказ підірвати будівлю. Підривали двічі, першого разу права частина лишилася не ушкодженою, через пару днів підривали знову. Як розказували свідки тієї трагедії — ніхто до кінця не вірив, що будуть підривати костел, особливо другий раз, але приїхала вантажівка і почали робити свою справу, він завалився наче людина припала до землі. У підвалах костелу були поховання, всі рештки померлих вибухом викинуло на поверхню. Що сталося з ними не відомо. У 70-х роках костел був у настільки занедбаному і аварійному стані, що для дітлахів, які полюбляли сюди лазити, існувала велика ймовірність загинути. Ремонт костелу владі був не потрібний. Зараз на місці костелу збудований греко-католицький храм на честь святих апостолів Петра і Павла, який був відкритий і освячений 12 липня 2007 року.

### Греко-католицька церква Успіння Пресвятої Богородиці
Перша згадка відома нам про храм Успіння ПБ є з 1680 р. Міститься вона у Реєстрі першого Катедратика львівського єпископа Йосифа Шумлянського з 1680 року. Також, про парафію згадує документ 1700 р. список храмів Галичини, які перейшли на Унію за єпископа Й. Шумлянського та візитаційні книги Львівської єпархії 1732-33 р. Ркл-11, та Ркл −21 1760 року, які зберігаються у Національному музеї у Львові. Саме у 1699 р. згідно з текстом була посвячена нова дерев'яна церква. Коло неї була дзвіниця та цвинтар в напрямку до Ринкової площі (центру). Цей храм простояв до 1885 р. коли громада парафії (а тоді до неї входили жителі Козової, Теофіпілки, Геленки та Вікторівки греко-католицького віровизнання) вирішила збудувати новий цегляний храм. Для цього запросили архітектора із Львова, і під проводом о. пароха Павла Свистуна, та фінансовій підтримці власника козівського фільварку Шелінського, почали зводити храм.
Практично кожен двір вигодував бика чи корову, для того щоб продавши їх пожертвувати гроші на будову храм. Було вирішено новий храм мурувати навколо старого дерев'яного, який після завершення робіт розібрали, а яка його подальша доля не відомо. Ще у 1860 р. за пароха Василя Літинського було збудовано кам'яну дзвіницю на 5 дзвонів, а у 1885 р. за о. Павла Свистуна — новий храм у неокласичному стилі. Освятив цей храм сам тодішній митрополит Галицький Сильвестр Сембратович 23 вересня 1894 р.
Перший повний розпис церкви був зроблений відомим українським художником Теофілом Копистинським (36 ікон), нічого із його робіт до наших днів не збереглося. Великі випробування церква пройшла у роки I та II Світових воєн. Зокрема, під час І СВ російська армія пограбувала храм і зробила у ньому військовий шпиталь, а потім в'язницю (Шематизм УГКЦ 1919 р.). В часи II СВ безліч куль зрешетили мури та покрівлю храму, було втрачено 3 дзвони із дзвіниці. Та після кожного лихоліття церква відновлювалася завдяки старанню громади. Про Козову не забував митрополит А. Шептицький, який відвідав її десь у 1912 році, а потім також храм візитував Кир Никита Будка у 1935 році.
Під час Львівського псевдособору 1946 р. о. парох Іван Чарторийський відмовився перейти на «казьонне Православіє» і за те був страшно побитий у НКВД і паралізований. Так він пролежав безмовно і майже непорушно 3 роки, за ним доглядали старший брат та паламар. Померши смертю праведника, був похований на міському кладовищі поруч із своєю дружиною Людвіною (із Глодзінських) — рідною тіткою Степана Бандери. Радянські часи не віщували нічого доброго для громади і храму. Попри велике бажання комуни зруйнувати храм, людям вдалося його відстояти і зберегти діючим. Правда, совітська влада відібрала у громади все майно: проборство, дяківку, два великі хліви, майже гектар землі у центрі міста та кілька десять гектарів поля.
У 1990 р. із виходом УГКЦ із підпілля переважна більшість парафіян повернулася до греко-католицького обряду. Організовувати парафіяльне життя відновленої громади о.м. Василь Семенюк доручив о. Дмитру Долішняку (1948—2004). За нього було організовано нові окремі парафії у с. Теофіпілка та с. Геленків, на цукровому заводі, збудовано величний храм у Козовій святих апостолів Петра і Павла, (першопочатково св. Юрія).
Свій непростий, але плідний шлях служіння Богові ще в роки тоталітаризму, з Успенської парафії розпочав єпископ-ординарій Луцької дієцезії РКЦ Маркіян Трофим'як.
З 2008 р. громада парафії під проводом о. Михайла Забанджали та старшого брата п. Євгена Медведя розпочала капітальний ремонт храму, який триває до 2016. З 2012 до 2022 року сотрудником парафії був о. Василь Баглей. З серпня 2022 року його на його місце призначено о. Віталія Олійника. 
У 2014 р. поблизу храму було встановлено найбільший на той час у світі пам'ятник героям Небесної сотні, його площа 32 квадратні метри.
Храм святого Василія Великого УГКЦ (2000 р.)
Храм святих апостолів Петра і Павла (2007 р.) 

### Православна церква
У 1994 році побудовано православну церкву, названу на честь святого Володимира. До її появи греко-католицькі та православні богослужіння для жителів Козової відправлялися у церкві Успіння Пресвятої Богородиці, але згодом через збільшення кількості православної громади було вирішено побудувати окрему церкву.

### Пам'ятні знаки
Пам'ятний знак на славу Божу з барельєфом Матері Божої
Виготовлений із каменю самодіяльними майстрами. Встановлений 10 листопада 1834 року на вул. Франка, 36.
Хрест — 0,85 м, постамент — 1,6 х 0,45 х 0,45 м, цоколь — 0,25 х 1,6 х 1,25, площа — 0,0003 га.
Пам'ятний знак на славу Божу з барельєфом Матері Божої з Дитям Ісусом
Виготовлений із каменю самодіяльними майстрами. Встановлений 1906 року на вулиці Хмельницького, 45.
Хрест — 1,1 м, цоколь — 0,3 х 1,2 х 1,25 м, постамент — 1,7 х 1,1 х 1,1 м, площа — 0,0008 га.

## Цвинтар
На міському цвинтарі є братська могила радянських воїнів. Тут поховано близько 1000 бійців та офіцерів радянської армії загинули під час боїв за смт. Козова і прилеглі села. У 1973 р. тут споруджено меморіал.
На тому ж кладовищі були поховані кілька десятків січових стрільців. Поховання було в верхній частині кладовища в напрямку Теофіпілки у два ряди могил. У 50-ті роки XX століття радянська влада розпорядилась дозволити робити поховання на занедбаних могилах січовиків. Зараз там залишилась тільки одна могила, яка свідчить про поховання там солдатів часів І Світової війни.
На північно-східній околиці Козової за вулицями званими Мазури знаходиться велике (за різними даними від 1000 до 2000) поховання євреїв. До II СВ там був єврейський цвинтар, а в часі цієї війни німецькі нацисти розстріляли там багато місцевих євреїв.
На старому Козівському кладовищі знаходиться могила, у якій спочивають о. Іван Чарторинський та його дружина Людмила з Глодзінських, рідна сестра матері Степана Бандери.

## Освіта і культура
Діють Козівська гімназія ім. В. Ґерети (від 1992), дві загальноосвітні школи I—III ст. та школа мистецтв, 2 Будинки культури, 3 бібліотеки, дошкільний заклад «Сонечко». Також активно діє Пластова станиця.

## Підприємства
Працюють підприємства «Козова-цукор», «Ватра-Козова», «Козівська агропромтехніка» та ін.
- Козівський цукровий завод

## Транспорт
Козова — залізнична станція на лінії Тернопіль — Ходорів. Через Козову пролягає автошлях Тернопіль — Бережани — Дрогобич.

## Відомі люди

### Народилися
- Бемко Володимир — український правник, громадський діяч.
- Альфред фон Вокано[ru] — засновник заводу пивоваріння «Жигулівське» у Самарі.
- Гафткович Людмила — український художник та дизайнер.
- Ґерета Володимир Васильович — діячі ОУН, учасник українських Національно-Визвольних змагань.
- Ґерета Олесь — літератор, батько Ігора Ґерета.
- Завадська Катерина Павлівна — український політик та педагог, народний депутат України 1-го скликання.
- Залуцький Рудольф (1891—1966) — український актор, режисер, художник.
- Зацний Лев Ількович — діячі ОУН, учасник українських Національно-Визвольних змагань, диригент.
- Максимів Іван Михайлович — український видавець, громадсько-політичний діяч, меценат.
- Крушельницький Антон Амвросійович — український співак (бас), диригент, збирач фольклору[17]
- Рибіцька-Баран Ніна — український художник.
- Тарнович Юрій Миронович — лікар-нейрохірург.
- Марущак Віктор Семенович (нар. 1946) — український балетмейстер.
- Моленцька Ольга Йосипівна — акторка.
- Сонсядло Іван Йосипович — український скульптор[18]
- Стадник Галина — український хореограф
- Маркіян Трофим'як — римо-католицький релігійний діяч, львівський єпископ.
- Олійник Ігор Мирославович — український громадський та політичний діяч.
- Пекар Володимир Павлович — заслужений діяч мистецтв УРСР (1969)
- Соляр Володимир Миронович — український військовик, заступник командира батальйону «Айдар», народний депутат України
- Стельмах Ірина Володимирівна — українська гандболістка

### Проживали, перебували
- письменники Іванна Блажкевич, Богдан Лепкий, Оксана Сенатович, Андрій Чайковський.
- здобував освіту вчений-кібернетик Василь Марценюк
- Іван Масляк, староста — комісар Бережанської округи часів УНР, радник суду. Похований у Козовій.
- митрополит та кардинал Сильвестр Сембратович у 1894 році, митрополит Андрей Шептицький у 1912 році, єпископ-мученик блаженний УГКЦ Никита Будка у 1935 р., єпископ підпільної УГКЦ Кир Михаїл Сабрига (1994), митрополит Тернопільсько-Зборівський Кир Василій Семенюк (щорічно з 1990 року).
- о. Кирило Лукасевич (1869—1871) працівник парафії Успіння, батько Євмена Лукасевича міністра охорони здоров'я уряду УНР.
- о. Євген Мацелюх (1939—1941) адміністратор парафії Успіння, капелан УГА, редактор багатьох видань в Україні та діаспорі.
- о. Андрій Бандера (при кінці 1930 років) на свято Успіння Богородиці на запрошення свого швагра о. Івана Чарторийського.
- Володимир Голоднюк — батько героя Небесної сотні Устима Голоднюка. На освяченні стели героям Небесної сотні і війни на Сході.
- В'ячеслав Чорновіл.
- о. митрат Михаїл Шевчишин, ЧНІ, місіонер, діяч підпільної УГКЦ, лауреат премії блаженного Омеляна Ковча.
- Тарас Ігорович Коковський (нар. 17 липня 1956) — український священник (Українська Лютеранська Церква), літератор, перекладач, блогер, фотограф, музикант,
- Ян Павел Фердинанд Лям (1838 — 1886) — польський письменник-сатирик німецького походження, журналіст та педагог[19].
- Назар Курбангельдийович Мялікгулиєв (1990 — 2022) — український поет, військовослужбовець, учасник російсько-української війни[20].

### Дідичі
- Богдан Скарбек із Козової, син Якуба[5]